# Olivier-Maxence Prosper
Olivier-Maxence Prosper (Montreal, Quebec, 3 de julio de 2002) es un baloncestista canadiense que pertenece a la plantilla de los Dallas Mavericks de la NBA. Con 2,01 metros de estatura, juega en la posición de ala-pívot.

## Trayectoria deportiva

### Universidad
Tras pasar por la NBA Academy Latin America, jugó una temporada con los Tigers  de la Universidad Clemson, en la que promedió 2,5 puntos y 1,9 rebotes por partido. Tras esa temporada, entró en el portal de transferencia de la NCAA.
Fue transferido a los Golden Eagles  de la Universidad Marquette. Allí disputó dos temporadas más, en las que promedió 9,7 puntos y 4,0 rebotes por encuentro. Al término de su segunda temporada en Marquette, anunció que ingresaría en el Draft de la NBA, renunciando al resto de su elegibilidad universitaria.

#### Estadísticas
| Año     | Equipo    | PJ | PT | MPP  | %TC  | %3P  | %TL  | RPP | APP | ROB | TPP | PPP  |
| ------- | --------- | -- | -- | ---- | ---- | ---- | ---- | --- | --- | --- | --- | ---- |
| 2020–21 | Clemson   | 22 | 1  | 9.7  | .346 | .167 | .682 | 1.9 | .3  | .2  | .1  | 2.5  |
| 2021–22 | Marquette | 32 | 25 | 20.7 | .461 | .317 | .820 | 3.3 | .9  | .9  | .1  | 6.6  |
| 2022–23 | Marquette | 36 | 36 | 29.1 | .512 | .339 | .735 | 4.7 | .7  | .9  | .1  | 12.5 |
| Total   | Total     | 90 | 63 | 21.4 | .478 | .316 | .749 | 3.5 | .7  | .7  | .1  | 8.0  |

### Profesional
Fue elegido en la vigesimocuarta posición del Draft de la NBA de 2023 por los Sacramento Kings, aunque poco después sus derechos fueron traspasados junto a Richaun Holmes a los Dallas Mavericks.

## Estadísticas de su carrera en la NBA

### Temporada regular
| Año     | Equipo | PJ | PT | MPP  | %TC  | %3P  | %TL  | RPP | APP | ROB | TPP | PPP |
| ------- | ------ | -- | -- | ---- | ---- | ---- | ---- | --- | --- | --- | --- | --- |
| 2023-24 | Dallas | 40 | 1  | 8.4  | .385 | .289 | .683 | 2.0 | .6  | .2  | .1  | 3.0 |
| 2024-25 | Dallas | 52 | 4  | 11.2 | .402 | .235 | .645 | 2.4 | .8  | .5  | .1  | 3.9 |
| Total   | Total  | 92 | 5  | 10.0 | .396 | .260 | .658 | 2.2 | .7  | .4  | .1  | 3.5 |

### Playoffs
| Año   | Equipo | PJ | PT | MPP | %TC  | %3P | %TL | RPP | APP | ROB | TPP | PPP |
| ----- | ------ | -- | -- | --- | ---- | --- | --- | --- | --- | --- | --- | --- |
| 2024  | Dallas | 3  | 0  | 3.0 | .000 | —   | —   | 1.0 | .3  | .0  | .0  | .0  |
| Total | Total  | 3  | 0  | 3.0 | .000 | —   | —   | 1.0 | .3  | .0  | .0  | .0  |